# Repperda
Repperda är en by i Alseda socken i Vetlanda kommun i Småland. Byn ligger utmed riksväg 47, drygt 10 kilometer öster om Vetlanda vid avfarten till Ädelfors.
Repperda är mest känd för sina stengärdesgårdar, de så kallade Repperda murar, vilka byggdes som nödhjälpsarbete åren 1867 och 1868. Murarna av gråsten är 2,5 km långa, 3-5 m breda och 1-1,5 m höga. De är klassificerade som fornlämningar och markerar gränserna mellan ägorna söder om byn.
Vid Repperda Skattegård, intill vägen, står runstenen Sm 89.